# Allophryne resplendens
Espèce
Allophryne resplendens est une espèce d'amphibiens de la famille des Allophrynidae.

## Répartition
Cette espèce est endémique de la région de Loreto au Pérou. 
Sa présence est incertaine au Brésil.

## Description
La femelle holotype mesure 28,4 mm.

## Publication originale
- Castroviejo-Fisher, Pérez-Peña, Padial & Guaysamin, 2012 : A Second Species of the Family Allophrynidae (Amphibia: Anura). American Museum Novitates, no 3739, p. 1-17 (texte intégral).